# ボヘミア王妃エリザベス・スチュアート
『ボヘミア王妃エリザベス・スチュアート』（ボヘミアおうひエリザベス・スチュアート、蘭: Elizabeth Stuart, koningin van Bohemen、英: Elizabeth Stuart, Queen of Bohemia）は、オランダ絵画黄金時代の画家ヘラルト・ファン・ホントホルストが1642年にキャンバス上に油彩で描いた肖像画である。元来、おそらくボヘミア王妃エリザベス・スチュアートが所有していた作品で、1965年にクレイヴン伯爵夫人コーネリア (Cornelia, Countess of Craven) から遺贈されて以来、ナショナル・ギャラリー (ロンドン) に所蔵されている。

## 作品
遊学先のローマでカラヴァッジョから強い影響を受けたヘラルト・ファン・ホントホルストは、オランダに戻ってからは風俗画、歴史画、肖像画など様々な種類の絵画を制作した。彼は肖像画家として国際的な名声を持ち、上流階級の人々の顧客がいた。1628年にはイングランドのチャールズ1世に招聘され、チャールズ1世の姉であったエリザベス・スチュアートのお気に入りの画家の1人として、彼女と彼女の家族の数々の肖像を描いた。彼はまた、彼女と彼女の子供たちに素描も教えている。
エリザベスはジェームズ1世 (イングランド王) の1人娘で、16歳になった1613年にロンドンでフリードリヒ5世と結婚した。フリードリヒは1619年にカトリック支配への抵抗を示すためにプロテスタントのボヘミア王に選ばれたが、敵対者のフェルディナント2世 (神聖ローマ皇帝) に敗れ、デン・ハーグに亡命する。フリードリヒとエリザベスの支配は一冬の間だけであったために、彼らは「冬王と冬女王」と呼ばれた。
フリードリヒが1632年にペストで亡くなった後、デン・ハーグに12人の子供たちと残されたエリザベスは、子供たちのために奪われた所領を回復する努力を続けた。本作が制作された1642年 (エリザベスは46歳であった) にイングランドでは清教徒革命が起こり、彼女の兄チャールズ1世は処刑されている。後の1661年に彼女の甥のチャールズ2世がイングランド王として即位すると、エリザベスはイングランドに帰ったが、9か月後に他界した。

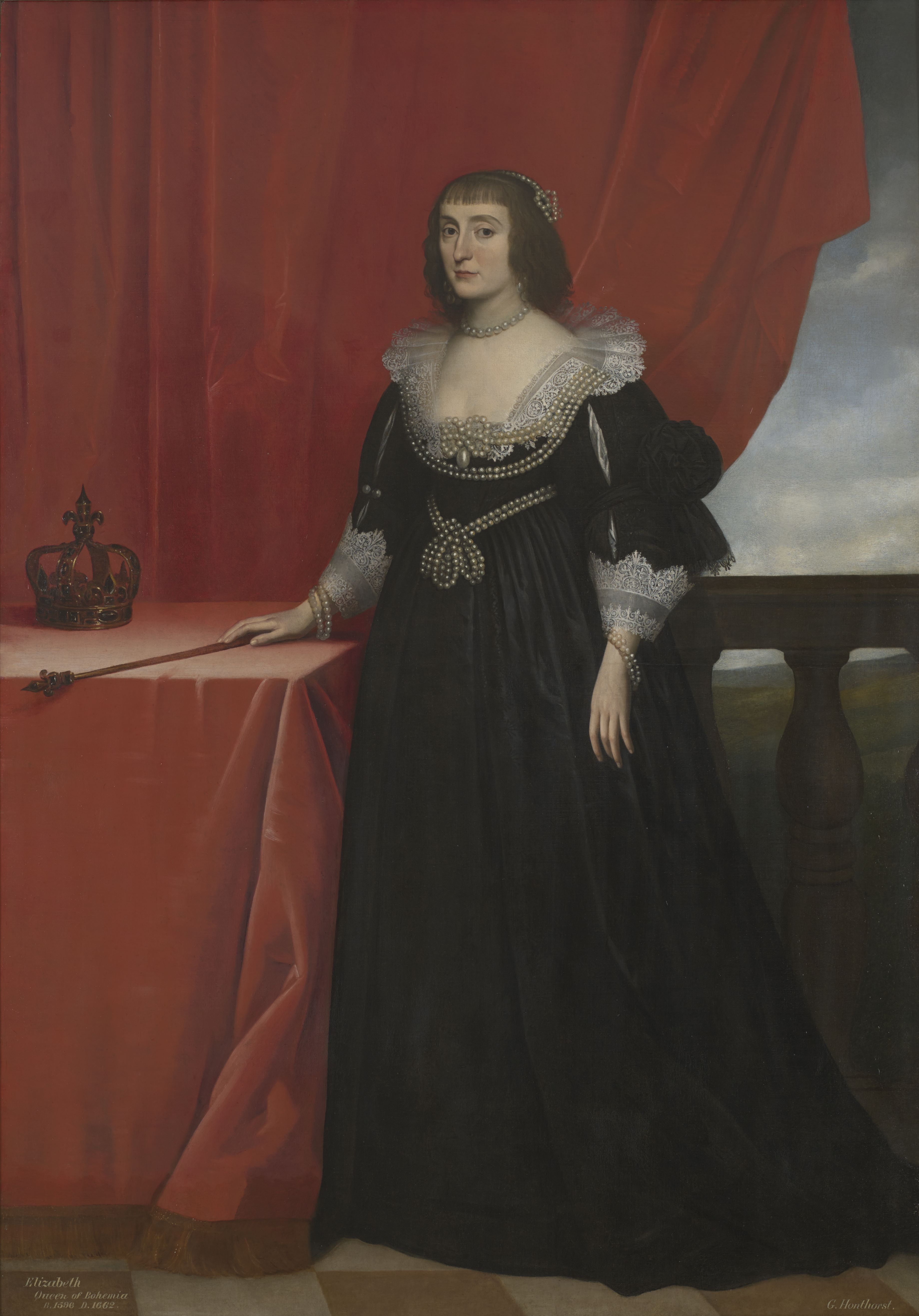
ヘラルト・ファン・ホントホルスト『ボヘミア王妃エリザベス・スチュアート』 (1631年ごろ)、イギリス大使館、プラハ

本作は左端の欄干にある「Queen of Bohemia」という文字がなければ、一見して王妃の肖像画であるとはわからない。同時代の鑑賞者は、エリザベスの地位をほぼ等身大の絵画のサイズと彼女の豪華な服装から推測したことであろう。この絵画は、新しいタイプのエリザベスを示す傑作である。彼女は以前の肖像とは異なり、前髪を切り下げていない新しい髪型で描かれている。また、彼女が屋外で描かれるのも初めてとなっている。エリザベスの頭上にはオークと思しき木があり、背景には灰色の雲が流れる空がある。市松模様の敷石は、彼女が鑑賞者と同じ空間に立っているという印象を与える。
夫フリードリヒの死の10年後に描かれたエリザベスは喪を表す地味な黒色のドレスを身に着けているが、それはサテン製であり、高価な縁飾のレースがふんだんに用いられている。胸には大きな真珠とダイヤモンドのブローチ、袖口には真珠の留め具、真珠の髪飾り、大粒の真珠の首飾りに真珠の耳飾りなど、フリードリヒから贈られた宝飾品を身に着けている。エリザベスは右腕に黒いリボンを着けているが、これもまた彼女が未亡人であることを示す。左手に持つ2本のバラの花は1本が下向きで、もう1本は上向きであるが、それも未亡人の印である。彼女は棘のない茎を手にしており、それは棘のないバラはない、という愛の痛みと結びついた有名な諺を示しているのかもしれない。茶色の耳を持つ白いスパニエル犬がエリザベスに飛びついている。犬は亡き夫への貞節の象徴であろうが、小型犬と愛玩用のサルを飼っていた彼女のお気に入りの犬を表している可能性もある。